# Loeff
Loeff is een geslacht uit Oudheusden dat bestuurders en juristen voortbracht.

## Geschiedenis
De stamreeks begint met Jan Loeff die in 1493 wordt vermeld inzake een huis en land te Oudheusden. Zijn kleinzoon Anthonis Dirksz. Loeff (†1558) wordt schout van Oudheusden en daarmee de eerste bestuurder van het geslacht. In de 19e en 20e eeuw leverde het geslacht vele juristen, waaronder een minister van Justitie, een raadsheer in de Hoge Raad, de naamgever van een belangrijk advocatenkantoor en een hoogleraar.
Het wapen van het geslacht Loeff is sinds 1566 "in groen drie zilveren lelies (2 en l), met een gouden schildhoofd, waarin een uitkomende zwarte adelaar, de kop naar rechts gewend. Helmteeken: een groene vlucht, elke vleugel beladen met drie zilveren lelies, geplaatst als in het schild".

## Enkele telgen

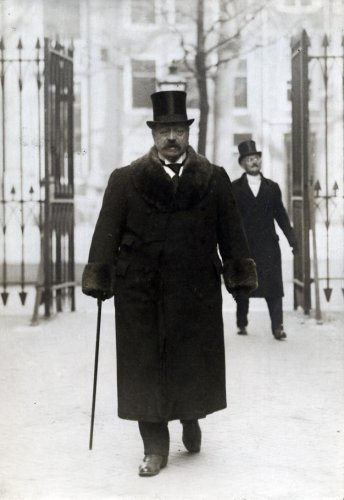
Mr. dr. J.A. Loeff (1858-1921) in 1917.

- Jan Loeff (omstreeks 1410 - voor 1483), leenman van de heer van Boxtel, bezit land rond Oudheusden
  -  Dirck Loeff (omstreeks 1450 - omstreeks 1516), leenman van de heer van Boxtel
    -  Anthonis Dirksz. Loeff (†1558), schout van Oudheusden, verkrijgt in 1556 een wapenbrief van Keizer Karel V
      -  Dirk Loeff (1519-1567), leenman van Heusden voor de Lage Akker
        -  Anthonis Dirksz. Loeff (omstreeks 1550 - omstreeks 1606), leenman van Heusden voor de Lage Akker

      -  Dr. Adriaan Loeff (1520-1586), kanunnik van de Sint-Janskathedraal van 's-Hertogenbosch
      -  Lambert Anthonisz. Loeff (†1605), schepen, burgemeester en opperburgemeester van Heusden
        -  Antonie Lambertsz. Loeff (1565-omstreeks 1637), schepen en burgemeester van Heusden
        -  Nicolaas Lambertsz. Loeff (†voor 23 maart 1643), schepen van Oudheusden
          -  Maerten Nicolaesz. Loeff (1610-1651), bierbrouwer
            -  Libertus Loeff (1647-1704), procureur voor de Raad van Brabant en notaris te Den Haag

          -  Lambert Nicolaesz. Loeff (1613-voor 21 juni 1673), president-schepen van Oudheusden
            - Adrianus Loeff (1659-na 1700), grondbezitter te Doeveren
              - Lambertus Loeff (†voor 1 februari 1776), heemraad van en grootgrondbezitter te Doeveren
                - Adrianus Loeff (1733-1792), landeigenaar
                  - Johannes Loeff (1770-1841), landeigenaar, schepen en burgemeester van Baardwijk
                    - Hendrikus Loeff (1817-1880), burgemeester en secretaris van Baardwijk
                      - Mr. dr. Johannes Alouisius Loeff (1858-1921), advocaat en procureur, minister van Justitie, lid van de Raad van State
                        - Mr. Hendrik Pieter Jan Marie Loeff (1892-1944), advocaat en procureur, rechter bij de Rechtbank 's-Hertogenbosch
                        - Lucia Petronella Maria Loeff (1893-1981), hoofdambtenares Permanent Hof van Internationale Justitie, lid gemeenteraad van 's-Gravenhage
                        - Mr. Pieter Hendrik Alexander Maria Loeff (1896-1935), advocaat en procureur, kandidaat-notaris
                        - Mr. Jan Alouisius Lambertus Maria Loeff (1898-1987), advocaat en procureur, deken van de Rotterdamse orde van advocaten, lid Permanent Hof van Arbitrage, lid staatscommissies inzake codificatie internationaal privaatrecht en inzake herziening burgerlijke wetgeving, lid comité maritime international, medegrondlegger van Loyens & Loeff
                        - Mr. Lambertus Petrus Maria Loeff (1901-1971), advocaat en procureur, raadsheer gerechtshof te Amsterdam, advocaat-generaal en raadsheer Hoge Raad der Nederlanden

                      - Josephus Hendrikus Adrianus Loeff (1860-1898), notaris
                        - Mr. Hendrik Joseph Maria Loeff (1895-1973), advocaat en procureur, burgemeester

                      - Mr. Petrus Josephus Henricus Loeff (1864-1937), advocaat en procureur, president van de Rechtbank 's-Hertogenbosch en van het Gerechtshof 's-Hertogenbosch, lid Provinciale en buitengewoon lid Gedeputeerde Staten van Noord-Brabant
                        - Mr. Pieter Paulus Maria Loeff (1898-1971), advocaat en procureur
                        - Antoinette Petronella Maria Loeff (1901-1948); trouwde in 1939 met Oscar Maria Haffmans (1897-1979), burgemeester
                        - Mgr. prof. mr. dr. Johannes Josephus Loeff (1903-1979), hoogleraar rechtsfilosofie katholieke hogeschool te Tilburg

Geslachten die opgenomen zijn in het sinds 1910 verschijnende genealogische naslagwerk Nederland's Patriciaat. Lijst volgens opgave van het CBG Centrum voor familiegeschiedenis.
A · B · C · D · E · F · G · H · I · J · K · L · M · N · O · P · Q · R · S · T · U · V · W · Y · Z